# 아일랜드 자유국 집행평의회
집행평의회(아일랜드어: Ard-Chomhairle 아르드코와를러, 영어: Executive Council)는 아일랜드 자유국의 사실상 내각이자 행정부의 역할을 수행한 조직이다. 평의회의 본래 역할은 총독을 보좌 및 조언하며, 영국 국왕의 권위를 대표하는 총독이 행정부 권위를 가지고 있었다. 그러나 실제로는 평의회가 내각의 구실을 하고, 총독은 평의회의 행동에 대한 고문역에 불과했다. 평의회 수장을 집행평의회 의장이라 했고, 부수장을 집행평의회 부의장이라고 했다. 평의회 구성원들은 집행각료(executive minister)라고 불렀다. 집행평의회에 속하지 않은 부처를 맡은 각료는 집행각료와 대비되어 외래각료라고 했다.
집행평의회 의장은 에러크터스(의회) 하원인 달 에런에서 지명을 받아 총독의 재가를 얻는 방식으로 취임했고, 나머지 각료들은 의장이 임명했다.